# B10 (Namibië)
De B10 is een hoofdweg in Namibië, die parallel aan de Angolese grens loopt. De weg loopt van Oshikango naar Rundu. In Oshikango sluit de weg aan op de B1 naar Windhoek en Angola en in Rundu op de B8 naar de Caprivistrook. 
De B10 is 412 kilometer lang en loopt door de regio's Ohangwena en Kavango.

## Geschiedenis
Oorspronkelijk was de B10 onderdeel van de C45. In juli 2010 is de weg een hoofdweg geworden met het nummer B10. Daarna is de weg geasfalteerd. De C45 loopt sindsdien alleen nog maar tussen Oshakati en Oshikango.